# Filipp Olegowitsch Jankowski

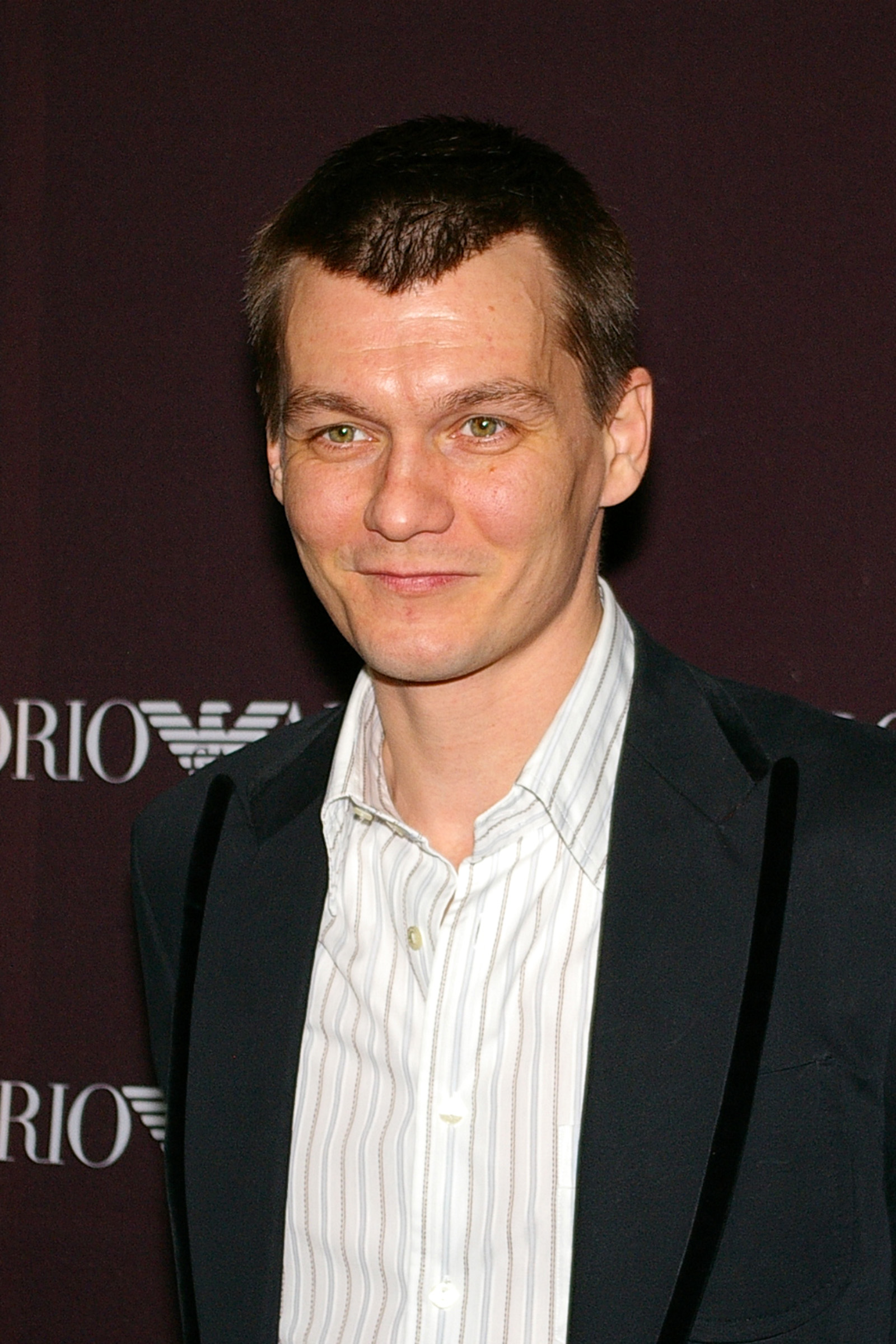
Filipp Olegowitsch Jankowski (2009)

Filipp Olegowitsch Jankowski (russisch Филипп Олегович Янковский; * 10. Oktober 1968 in Saratow, Sowjetunion) ist ein russischer Schauspieler.

## Leben
Filipp Olegowitsch Jankowski ist der Sohn des russischen Schauspielers Oleg Iwanowitsch Jankowski (1944–2009) und der Schauspielerin Ljudmila Sorina. Sein Schauspieldebüt gab er in dem  1975 erschienenen und von Andrei Arsenjewitsch Tarkowski inszenierten Der Spiegel an der Seite seines Vaters. 1990 beendete er sein Schauspielstudium an der Moskauer Theaterakademie (Школа-студия МХАТ) und studierte anschließend Regie am Gerassimow-Institut für Kinematographie.
Jankowski ist mit der Schauspielerin Oxana Fandera verheiratet, mit der er zwei gemeinsame Kinder hat.

## Filmografie (Auswahl)
- 1975: Der Spiegel (Зеркало)
- 1986: Sentimentalnoje puteschestwije na kartoschku (Сентиментальное путешествие на картошку)
- 1990: Afghan Breakdown (Афганский излом)
- 1997: Den polnolunija (День полнолуния)
- 2000: Bremenskije muzykanty (Бременские музыканты)
- 2002: Odinotschestwo krowi (Одиночество крови)
- 2011: Raspoutine (Распутин)
- 2021: Gulag – 10 Jahre Hölle (Sto minut is schisni Iwana Denissowitscha)